# علاقات مشبوهة (فلم)
علاقات مشبوهة هو فيلم مصري تم إنتاجه في عام 1996، من إخراج عادل الاعصر، وتأليف بسيوني عثمان، ومن بطولة عادل أدهم، سمير صبري، جالا فهمي، سماح أنور، سعيد عبد الغني، عزت أبو عوف، حسن كامي.

## قصة الفيلم
تدور أحداث الفيلم حول موسى، وهو يتزعم عصابة لتجارة السلاح، وينشق رشاد عن تلك العصابة ليعمل بمفرده، لكن موسى يترصد خطواته ليعصف به، فيسجل شريط فيديو يسجل فيه اعترافا بتفاصيل صفقات السلاح التي يقوم بها موسى. تعانى وفاء زوجة رشاد من غموض وعصبية زوجها لتنشب الخلافات بينهما، وتلتقى بصلاح المغنى بأحد الملاهى الليلية لتنشأ بينهما صداقة وطيدة تتحول إلى حب، يقبض رجال موسى على رشاد الذي يعترف بخيانته لموسى وبأنه سجل شريط ضده ليتولى موسى قتله. تكتشف وفاء أن زوجها رشاد الذي عاشت معه عشر سنوات لم يكن رجل أعمال ولكن تاجر سلاح في منظمة أرهابية دولية وأنه لم يحبها، بل تزوجها كواجهة اجتماعية لاخفاء حقيقته، ثم تجد وفاء نفسها مطاردة من أعضاء تلك المنظمة اعتقادا منهم إنها أخفت شريط الفيديو الذي يدين موسى والمنظمة. يدعى صلاح إنه غطاس على شاطئ البحر وليس مطربا، ثم يدعى لوفاء أنه صاحب شركة سياحية، ولكنها تكتشف بعد وقوعها في حبه أنه عضو بالمنظمة الأرهابية التي جندته للحصول منها على شريط الفيديو! يتلقى موسى مكالمات تليفونية مجهولة تساومه على تسليمه الشريط، يقوم موسى بتكليف صلاح بتسلم الشريط وقتل صاحبه بعد تأكيدهم من صدق وفاء في عدم احتفاظها به. يصلون للمكان المطلوب أمام مخزن ينفجر ليموت الجميع عدا صلاح ووفاء.

## فريق العمل
إخراج: عادل الاعصر

قصه وسيناريو وحوار: بسيوني عثمان

مساعد مخرج: أسامه فريد

### بطولة
- عادل أدهم[2]
- سمير صبري
- جالا فهمي
- سماح أنور
- عزت أبو عوف
- سعيد عبد الغني
- حسن كامي
- علاء ولي الدين

## وصلات خارجية
- صفحة الفيلم في موقع السينما.كوم